# S.A. Agulhas II
Le S.A. Agulhas II est un navire océanographique et brise-glace d'approvisionnement polaire sud-africain du Department of Environmental Affairs (en) (DEA) dans le cadre du programme antarctique national sud-africain. Il a remplacé, en 2012, l'ancien S.A. Agulhas.
Il a été construit par le groupe STX Europe sur le chantier naval STX Finland  à Raumaa, en Finlande. C'est le premier navire de ce type à être construit conformément aux nouvelles règles SOLAS 2009 pour les navires à passagers, ce qui a donné lieu à plusieurs aspects uniques de sa conception. Ses ponts sont chauffés pour éviter l’accumulation de glace à des températures aussi basses que −35 °C.

## Développement et construction
En novembre 2009, le Département sud-africain de l’eau et de la protection de l’environnement a signé un contrat d’une valeur de 1,3 milliard de rands (environ 170 millions de dollars américains ou 116 millions d’euros) avec STX Finland pour la construction d’un nouveau navire polaire de recherche et d’approvisionnement destiné à remplacer le vieillissant S.A. Agulhas, qui devait prendre sa retraite d’ici à 2012. Le chantier naval, situé à Rauma, en Finlande, a battu les offres concurrentes d’Astellero Barreras (Espagne), de Damen Shipyards (Pays-Bas) et de Keppelsingmarine (Singapour).
La quille du nouveau navire, désignée par son numéro de chantier comme NB 1369, a été posée le 31 janvier 2011. Le navire a été mis à l'eau le 21 juillet 2011 sous le nom de SA Agulhas II. Il a effectué ses essais en haute mer en février 2012 et, afin de vérifier les résultats d'essais sur modèles, les essais sur la glace dans la baie de Botnie du 19 au 24 mars. Au cours de ce dernier voyage, le navire a rencontré une glace de niveau atteignant 0,6 mètre d'épaisseur et a dépassé les attentes. En outre, la coque et les machines du navire ont été instrumentées pour mesurer les charges de glace à grande échelle. À l’avenir, le SA Agulhas II sera utilisé comme plate-forme de recherche par les entreprises et les universités finlandaises et sud-africaines pour mieux connaître l'interaction entre la glace et le navire.
Le navire a été remis au ministère sud-africain de l'Environnement le 4 avril 2012 et a quitté la Finlande pour l'Afrique du Sud le lendemain. Il est arrivé à son port d'attache, Le Cap, le 3 mai, lors d'une cérémonie célébrant l'arrivée de ce navire à la mémoire de la chanteuse Miriam Makeba.

## Installations
Contrairement à son prédécesseur, le SA Agulhas a été construit, dès le début, à la fois comme navire d’approvisionnement polaire et comme navire de recherche. Il possède à la fois des laboratoires de recherche scientifique, des cales à cargaison et des citernes à provisions pour les stations de recherche polaires sud-africaines. En outre, il peut loger 100 passagers dans 46 cabines et dispose d'installations telles qu'une salle de sport, une bibliothèque, un centre d'affaires et un auditorium de 100 places.
II dispose de huit laboratoires permanents et de six laboratoires conteneurisés pour différents domaines de la recherche marine, environnementale, biologique et climatique, totalisant 800 m2. Les sondes en eaux profondes peuvent être lancées via une grande porte située sur le flanc du navire ou, si le navire évolue dans des eaux encombrées de glaces, par un moon pool de 2,4 m2. Une quille de chute contenant des transducteurs pour la mesure de la densité de plancton et des courants océaniques peut être abaissée de 3 mètres sous le fond du navire. Un cadre en A hydraulique, à l'arrière du navire, peut être utilisé pour remorquer des filets d'échantillonnage et des dragues.
Pour transporter des fournitures vers des stations de recherche polaires, le navire dispose d'une soute à marchandises de 4 000 m3 située dans la proue du navire. Il est desservi par une grue principale de 35 tonnes et trois grues de transport de marchandises générales de 10 tonnes, toutes pouvant également être utilisées pour poser le matériel scientifique et les véhicules sur la glace. Lorsque des charges lourdes sont soulevées, un ballast est utilisé pour équilibrer le navire. Le SA Agulhas II est le premier navire de ce type à pouvoir transporter des passagers et du carburant, tel que du diesel polaire, du carburant pour hélicoptère et de l'essence, en tant que cargaison.
Il dispose aussi d'un hangar et d'un héliport pouvant desservir deux hélicoptères Atlas Oryx ou Sud-Aviation SA330 Puma. Il dispose également de deux embarcations rapides de sauvetage, qui sont en attente pendant les opérations en hélicoptère, et de deux bateaux de sauvetage entièrement fermés pouvant accueillir 75 personnes.
Il est équipé d'un système de navigation sur pont intégré Raytheon Anschutz à la pointe de la technologie. Le navire maintient sa position pendant le déchargement sur la banquise, ainsi que pendant les travaux de relevé scientifique, à l’aide d’un système de positionnement dynamique Navis Engineering DP4000.

## Puissance et propulsion
Le SA Agulhas II est propulsé par quatre groupes électrogènes diesel de moyenne vitesse à six cylindres Wärtsilä 6L32, chacun produisant 3 000 kW (4 000 ch). Pour satisfaire aux exigences de retour au port en toute sécurité de l'Organisation maritime internationale, les moteurs principaux sont situés dans deux salles des machines distinctes et le navire peut rentrer au port avec une salle des machines inondée. II ne dispose pas de générateurs auxiliaires distincts et, en cas d'urgence, l'électricité est fournie par un groupe électrogène diesel de secours Volvo Penta.
Le navire est équipé d'un groupe motopropulseur diesel-électrique avec deux moteurs de propulsion Converteam de 4 500 kW entraînant des hélices Kamewa (en) de 4,5 mètres, une caractéristique relativement peu commune  pour des navires diesel-électriques qui utilisent généralement des hélices à pas fixe. Le système de propulsion lui donne une vitesse maximale de 16 noeuds (30 km/h) en eau libre, mais sa vitesse de service est légèrement inférieure à 14 noeuds (26 km/h). Le rayon d'action est de 15 000 milles marins (28 000 km). En outre, le SA Agulhas II est conçu pour pouvoir briser la glace de niveau avec une épaisseur de 1 mètre à 5 nœuds (9,3 km/h). Pour le positionnement dynamique et les manœuvres dans les ports, elle dispose de deux propulseurs d'étrave Rolls-Royce et d'un propulseur de poupe.

## Campagnes
En février 2022 le navire part pour la mer de Weddell en Antarctique à la recherche de l'épave de l'Endurance le navire d'Ernest Shackleton, écrasé par la banquise le 21 novembre 1915.
En cas de succès, les chercheurs prévoient d’étudier et de filmer l’épave, mais ils ne lui arracheront aucun artéfact. Le navire est en effet protégé par le traité international sur l’Antarctique. Le 9 mars 2022, l'équipe de l'expédition annonce avoir retrouvé l'épave qui repose par 3008 m de fond.

## Galerie

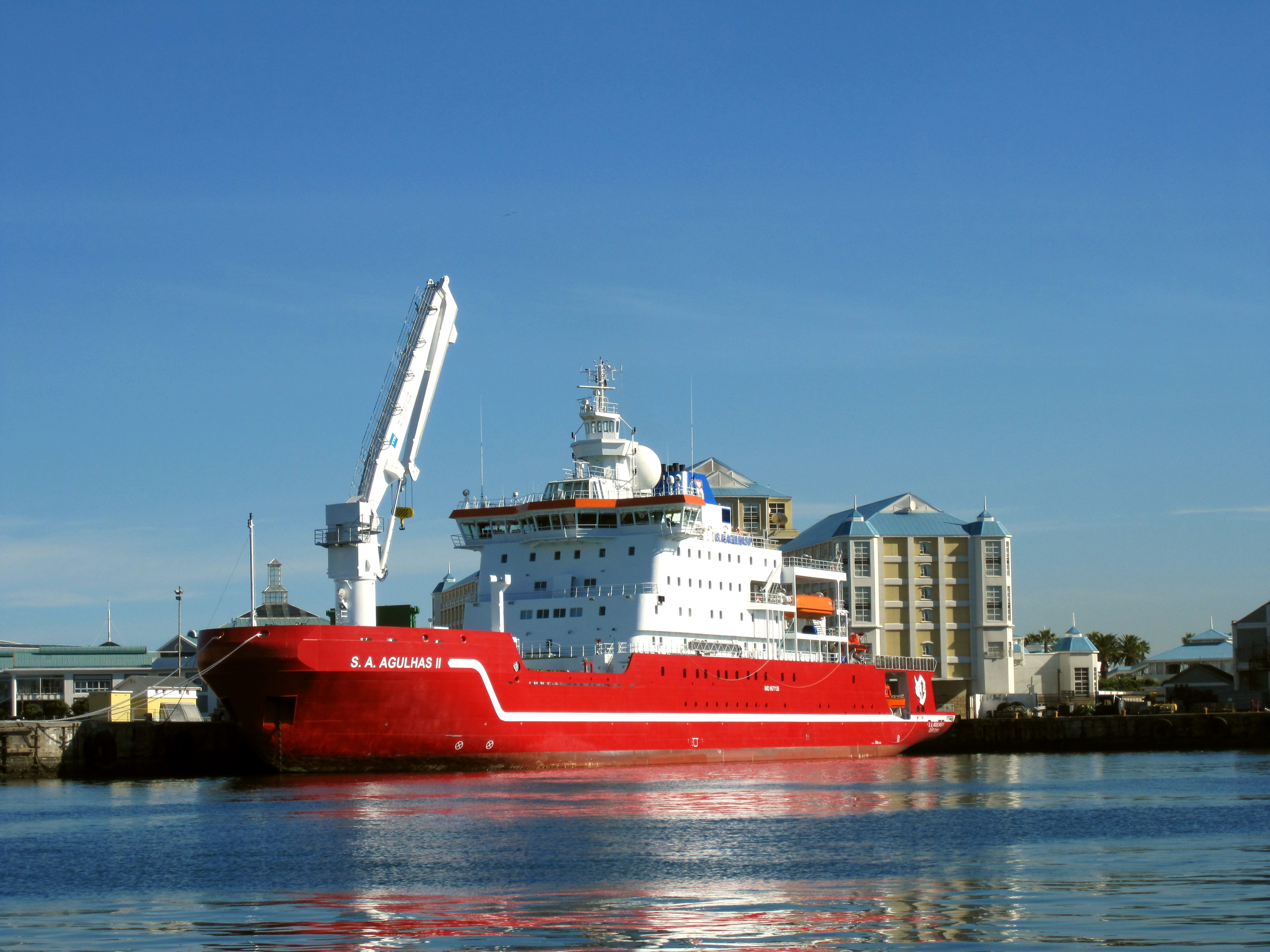
S.A. Agulhas II
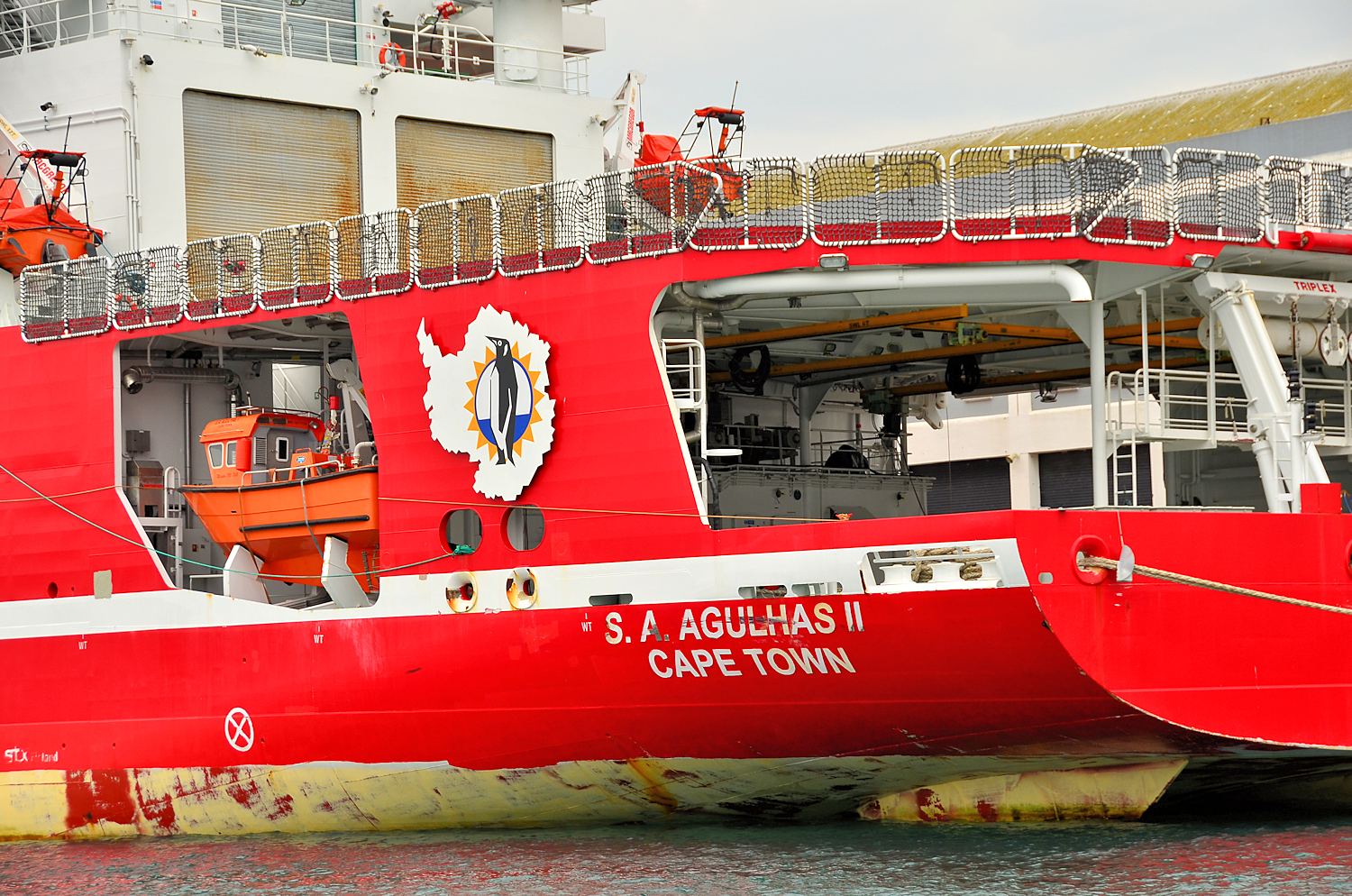
S.A. Agulhas II (pont arrière)
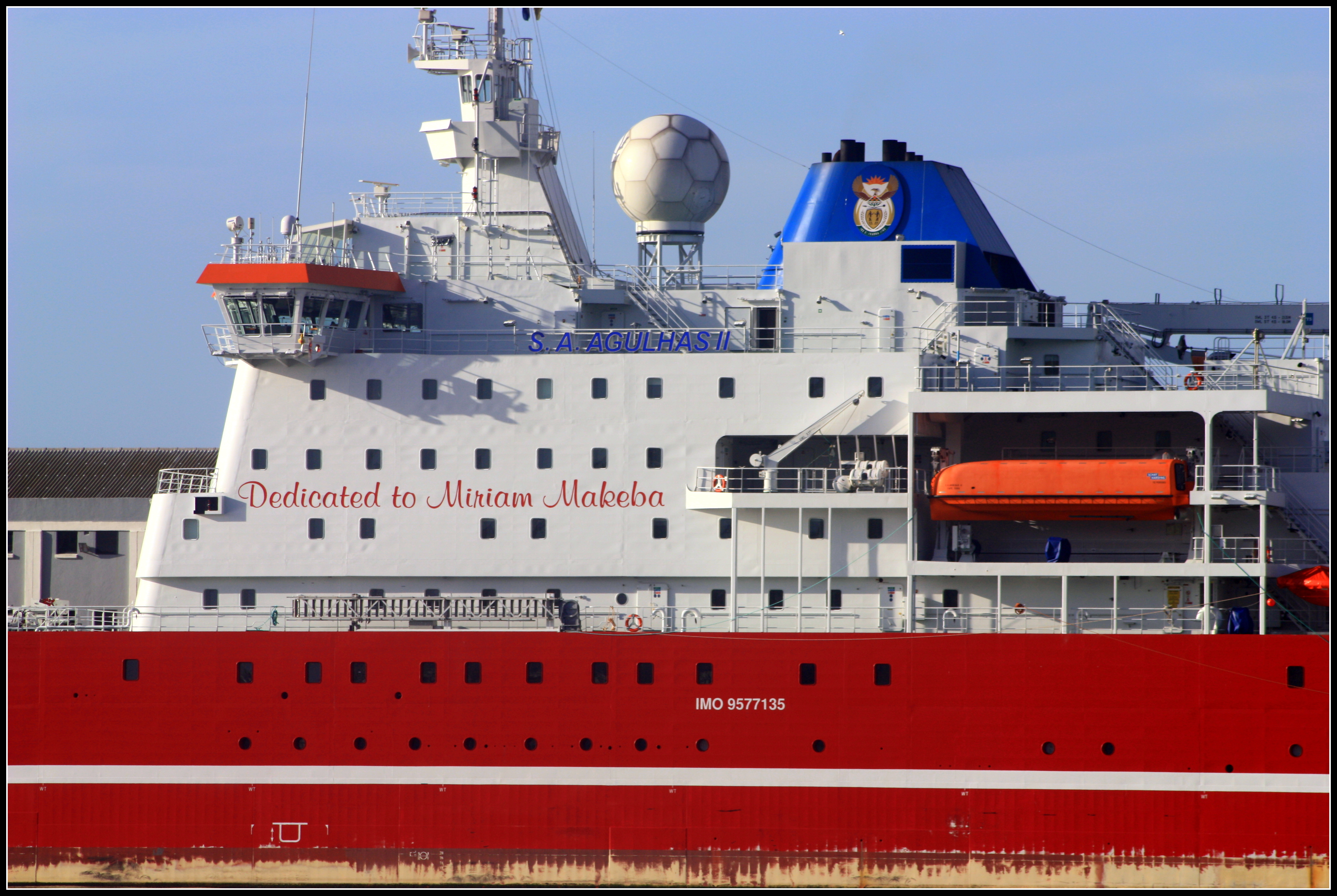
S.A. Agulhas II

### Note et référence
1. ↑  Raytheon Anschutz
2. ↑  Agence France Presse (AFP), « L'épave de l'"Endurance" d'Ernest Shackleton découverte au large de l'Antarctique, plus d'un siècle après son naufrage », sur FranceInfo, 9 mars 2022 (consulté le 9 mars 2022)

- (en) Cet article est partiellement ou en totalité issu de l’article de Wikipédia en anglais intitulé « S.A. Agulhas II » (voir la liste des auteurs).